# Otto Reinhold af Schultén
Otto Reinhold af Schultén, född den 1 december 1798 på Karlberg, död den 8 november 1884 i Helsingfors, var en finländsk ämbetsman.
af Schultén blev senator 1844, president i Viborgs hovrätt 1854–1863, åter senator 1863 och 1865–1874 vice 
ordförande i senatens justitiedepartement. Han upphöjdes 1859 i friherrligt stånd.
Otto Reinhold af Schultén blev vid ett arvskifte i Prostvik by i Nagu år 1828 ägare till Prostvik Norrby. Gården övertogs år 1884 av hans arvingar.